# Ricarda Bauernfeind
Ricarda Bauernfeind (Ingolstadt, 1 de abril de 2000) es una deportista alemana que compite en ciclismo en la modalidad de ruta.
Ganó tres medallas de bronce en el Campeonato Mundial de Ciclismo en Ruta, en los años 2022 y 2023, y una medalla de oro en el Campeonato Europeo de Ciclismo en Ruta de 2022.

## Medallero internacional
| Campeonato Mundial | Campeonato Mundial     | Campeonato Mundial | Campeonato Mundial                     |
| Año                | Lugar                  | Medalla            | Competición                            |
| ------------------ | ---------------------- | ------------------ | -------------------------------------- |
| 2022               | Wollongong (Australia) | Medalla de bronce  | Ruta sub-23                            |
| 2022               | Wollongong (Australia) | Medalla de bronce  | Contrarreloj sub-23                    |
| 2023               | Glasgow (Reino Unido)  | Medalla de bronce  | Contrarreloj por relevos mixtos        |
| Campeonato Europeo |                        |                    |                                        |
| Año                | Lugar                  | Medalla            | Competición                            |
| 2022               | Anadia (Portugal)      | Medalla de oro     | Contrarreloj por relevos mixtos sub-23 |

## Palmarés
2021
- 3.ª en el Campeonato de Alemania en Ruta

2022
- 2.ª en el Campeonato de Alemania en Ruta
- Visegrad 4 Ladies Race Slovakia
- 3.ª en el Campeonato Mundial Contrarreloj sub-23
- 3.ª en el Campeonato Mundial en Ruta sub-23

2023
- 1 etapa del Tour de Francia Femenino